# My Friend Dahmer (phim)
My Friend Dahmer là một bộ phim tâm lý tiểu sử Mỹ được viết và đạo diễn bởi Marc Meyers về kẻ giết người hàng loạt người Mỹ Jeffrey Dahmer vào năm 2017. Dựa trên tiểu thuyết đồ họa cùng tên vào năm 2012 của họa sĩ truyện tranh John "Derf" Backderf, người đã làm bạn với Dahmer ở trường trung học vào những năm 1970, cho đến khi Dahmer bắt đầu hành vi giết người của mình vào năm 1978. Bộ phim có sự tham gia của Ross Lynch trong vai Dahmer, Alex Wolff trong vai Derf, Dallas Roberts trong vai cha của Jeffrey và Anne Heche trong vai mẹ của Jeffrey.
Bộ phim được công chiếu tại Liên hoan phim Tribeca năm 2017 và được phát hành tại Hoa Kỳ vào ngày 3 tháng 11 năm 2017 trên Hulu.

## Nội dung
Năm 1974, Jeffrey Dahmer là một học sinh năm nhất trung học sống ở Bath, Ohio với cha và mẹ mình, Lionel và Joyce, và em trai, Dave. Jeffrey bắt đầu bị ám ảnh với một người đàn ông  chạy bộ mà anh ta thấy từ xe buýt đưa đón học sinh hàng ngày. Jeffrey thu thập những con vật đã chết rồi hòa tan xương của chúng bằng các hóa chất của cha mình, một nhà hóa học. Sở thích của hắn bắt đầu từ sự ám ảnh quá mức về cách động vật được "gắn kết với nhau".
Năm 1978, Lionel vứt sưu tập xương của Jeffrey và ra lệnh cho anh ta kết bạn ở trường. Tại trường học, Jeffrey bắt chước cách nói và cử chỉ của nhà thiết kế nội thất của mẹ hắn (người bị bại não), thu hút sự chú ý của John “Derf” Backderf - một nghệ sĩ trẻ và bạn của anh ta. Jeffrey truyền cảm hứng để Derf vẽ anh ta trong nhiều tình huống khác nhau; những bức vẽ sau này sẽ được kết hợp vào tiểu thuyết đồ họa My Friend Dahmer. Derf và những người bạn của anh ta thành lập ‘Dahmer Fan Club’, sử dụng Jeffrey cho nhiều trò chơi khăm khác nhau như là khiến Jeffrey lén lút chụp cùng câu lạc bộ trong mỗi bức ảnh kỷ yếu hay lừa dối để có cuộc họp với Phó Tổng thống Walter Mondale trong chuyến đi thực địa của trường tớiWashington, D.C.
Trong khi đó, Joyce bắt đầu tái phát bệnh tâm thần, dẫn đến những trận cãi vã ngày càng gay gắt giữa cô và Lionel. Để đối phó, Jeffrey trở nên nghiện rượu, và bắt đầu giết hại động vật. Người chạy bộ mà hắn bị ám ảnh hóa ra là bác sĩ Matthews, bác sĩ của một trong những người bạn của Derf. Jeffrey giả vờ cảm lạnh để có thể được kiểm tra khi hắn khỏa thân. Bác sĩ Matthews trở nên không thoải mái khi thấy Jeffrey cương cứng trong quá trình kiểm tra. Khi trở về nhà, hắn ta thủ dâm và tưởng tượng về việc làm tình với xác chết của bác sĩ Matthews. Hắn bắt đầu rình rập bác sĩ Matthews bằng gậy bóng chày, nhưng chưa bao giờ tấn công anh ta.
Cha của Jeffrey chuyển ra ngoài trong quá trình ly thân với mẹ hắn. Jeffrey cố gắng để duy trì quan hệ với bạn bè nhưng thất bại. Lionel tặng Jeffrey chìa khóa của chiếc Volkswagen Beetle khi tốt nghiệp, thứ mà sau này hắn sẽ sử dụng để thực hiện vụ giết người đầu tiên của mình. Joyce rời Ohio cùng với Dave để sống cùng người thân ở Wisconsin khi Lionel không hề hay biết, và để Jeffrey hoàn toàn cô độc.
Tối hôm đó, Derf thấy Jeffrey với móng tay dính máu đang đi bộ về nhà một mình. Derf chở Jeffrey về nhà rồi biết được anh ta sống một mình mà không có kế hoạch cho tương lai. Derf nói rằng anh ta sẽ chuyển tới trường đại học và đề nghị tặng Jeffrey những bức vẽ về anh ta nhưng anh ta từ chối. Anh ta đe dọa mời Derf vào trong để uống bia, nhưng Derf từ chối anh ta. Khi Derf quay trở lại xe của mình, Jeffrey định tấn công Derf bằng một cây gậy bóng chày nhưng đã đặt nó xuống. Khi Derf phát hiện ra cây gậy khi anh ta lái xe về nhà. Jeffrey không bao giờ liên lạc với bạn bè thời trung học của mình một lần nữa. 
Hai tuần sau, Jeffrey lái xe và cho Steven Hicks quá giang. Tại danh đề của bộ phim cho hay rằng Hicks không bao giờ được nhìn thấy nữa và Jeffrey Dahmer thừa nhận đã giết 17 người khi hắn ta bị bắt vào năm 1991.

## Diễn viên
- Ross Lynch vai Jeffrey Dahmer, con trai của Lionel và Joyce, người có những ảo tưởng về hiếp dâm, ăn thịt người và ái tử thi.
- Alex Wolff vai John "Derf" Backderf, người bạn thân nhất của Dahmer và một nghệ sĩ đồ họa đầy tham vọng
- Vincent Kartheiser vai bác sĩ Matthews
- Anne Heche vai Joyce Dahmer, vợ của Lionel và mẹ của Jeffrey
- Dallas Roberts vai Lionel Dahmer, chồng của Joyce và bố của Jeffrey
- Tommy Nelson vai Neil, một trong những người bạn của Dahmer và Backderf
- Harrison Holzer vai Mike, một trong những người bạn của Dahmer và Backderf
- Cameron McKendry vai Moose, kẻ bắt nạt tại trường của Jeffrey
- Miles Robbins vai Lloyd Figg
- Liam Koeth vai Dave Dahmer, em trai của Jeffrey
- Lily Kozub vai nữ sinh năm nhất, người Jeffrey đưa tới prom
- Dave Sorboro vai Steven Hicks

## Sản xuất
Kịch bản xuất hiện trên khảo sát của The Black List - khảo sát thường niên về những kịch bản phim điện ảnh "được yêu thích nhất" chưa được sản xuất năm 2014.
Ross Lynch được chọn vào vai Dahmer tuổi teen năm 2016. Lynch trước đây từng là diễn viên tuổi teen của Disney Channel, nổi bật nhất với chương trình Austin & Ally. John Backderf, tác giả của tiểu thuyết đồ họa, khá hào hứng về việc phân vai này, nói rằng màn trình diễn của Lynch sẽ khiến người xem "khó chịu vì nó quá quen thuộc". Vào cuối tháng đó Alex Wolff, Vincent Kartheiser và Anne Heche đã tham gia vào bộ phim, với Heche đóng vai mẹ của Dahmer.
Việc quay phim diễn ra ở Bath, Ohio và Middleburg Heights, Ohio. Bộ phim này được ghi lại tại chính ngôi nhà thời thơ ấu của Jeffrey Dahmer, ở Ohio. Các diễn viên trong phim nói rằng thật kỳ lạ khi ở trong ngôi nhà nơi kẻ giết người hàng loạt sống. Họ cũng đề cập rằng ngôi nhà là nơi bắt đầu những rối loạn tâm thần và những cuộc đấu tranh thời thơ ấu của Dahmer.

## Phát hành
My Friend Dahmer được công chiếu tại Liên hoan phim Tribeca vào ngày 21 tháng 4 năm 2017. Vào ngày 15 tháng 5 năm 2017, FilmRise đã giành được quyền phân phối bộ phim, dự định phát hành vào mùa thu. Bộ phim được phát hành tại các rạp chiếu giới hạn vào ngày 3 tháng 11 năm 2017, với bản phát hành rộng hơn vào tháng sau.

### Phản ứng của giới phê bình
Trên trang web tổng hợp đánh giá Rotten Tomatoes, bộ phim đạt 86% dựa trên 105 đánh giá, với điểm trung bình là 7/10. Đồng thuận quan trọng của trang web đọc, "My Friend Dahmer mở ra một cửa sổ để tạo ra một kẻ giết người hàng loạt mà kết luận của họ cũng đồng cảm như họ đang gặp rắc rối sâu sắc." Metacritic, một trang tổng hợp đánh giá khác, đã đánh giá bộ phim với điểm trung bình là 68 trên 100, dựa trên 26 nhà phê bình, chỉ ra "đánh giá chung có lợi".